# Neoaleurotrachelus
Neoaleurotrachelus is een geslacht van halfvleugeligen (Hemiptera) uit de familie witte vliegen (Aleyrodidae), onderfamilie Aleyrodinae.
De wetenschappelijke naam van dit geslacht is voor het eerst geldig gepubliceerd door Takahashi & Mamet in 1952. De typesoort is Neoaleurotrachelus aphloiae.

## Soorten
Neoaleurotrachelus omvat de volgende soorten:
- Neoaleurotrachelus aphloiae Takahashi & Mamet, 1952
- Neoaleurotrachelus bertilloni (Cohic, 1966)
- Neoaleurotrachelus graberi (Cohic, 1968)
- Neoaleurotrachelus sudaniensis Gameel, 1968